# Ахберг
Ахберг (нем. Achberg) — община в Германии, в земле Баден-Вюртемберг.
Подчиняется административному округу Тюбинген. Входит в состав района Равенсбург. Население составляет 1657 человек (на 31 декабря 2010 года). Занимает площадь 12,92 км².

## Достопримечательности
- Замок Ахберг постройки XVII в. (на месте средневекового замка), который дал название населённому пункту

## Галерея

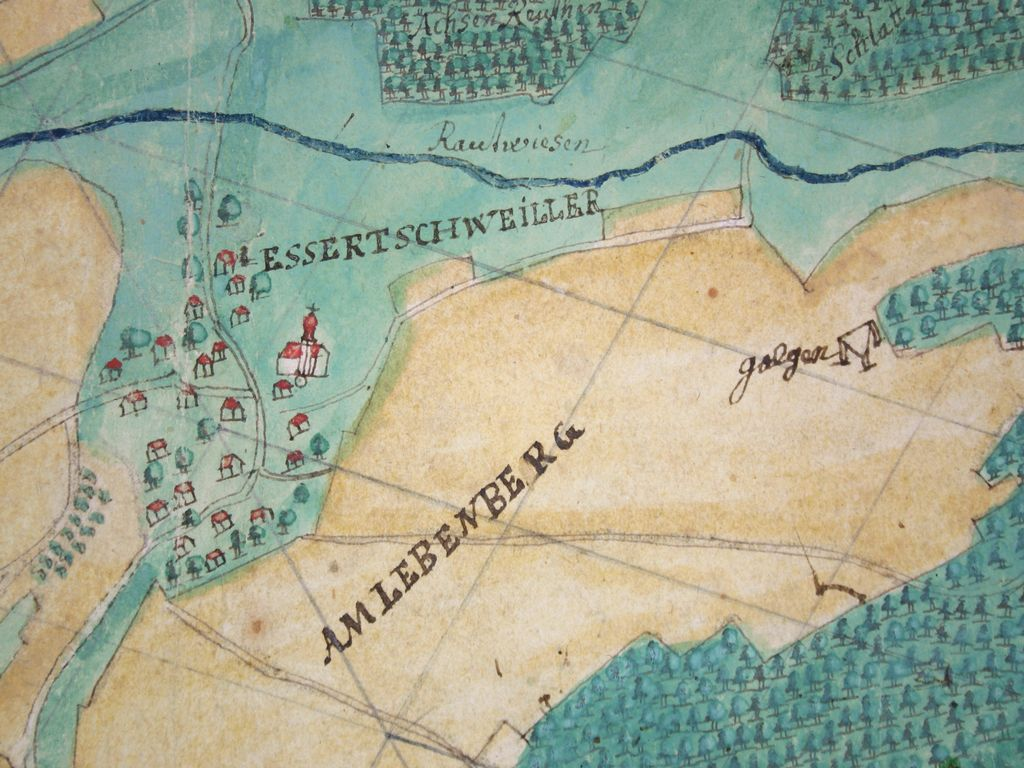
Ахберг на карте 1700 г.
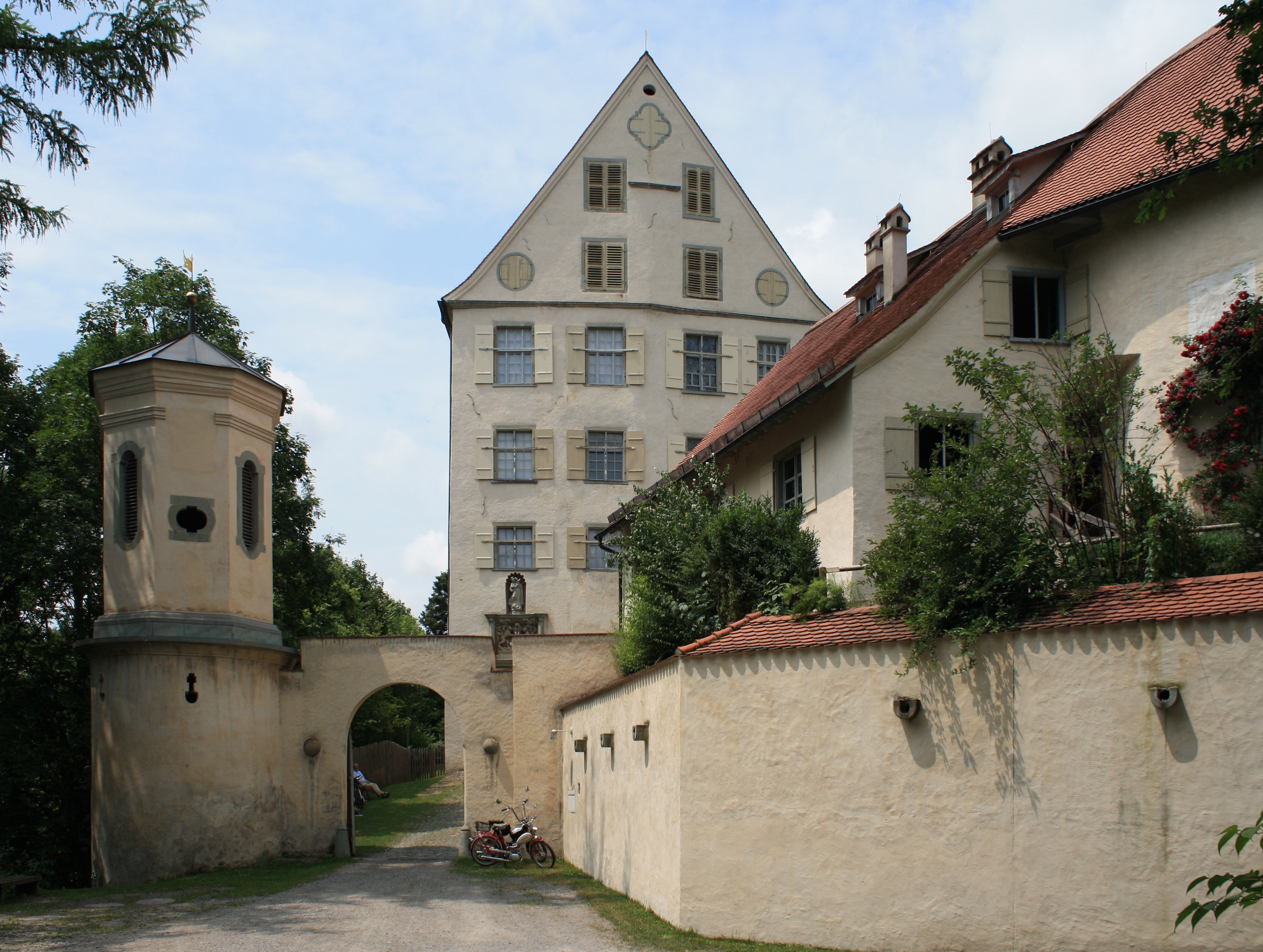
Замок Ахберг
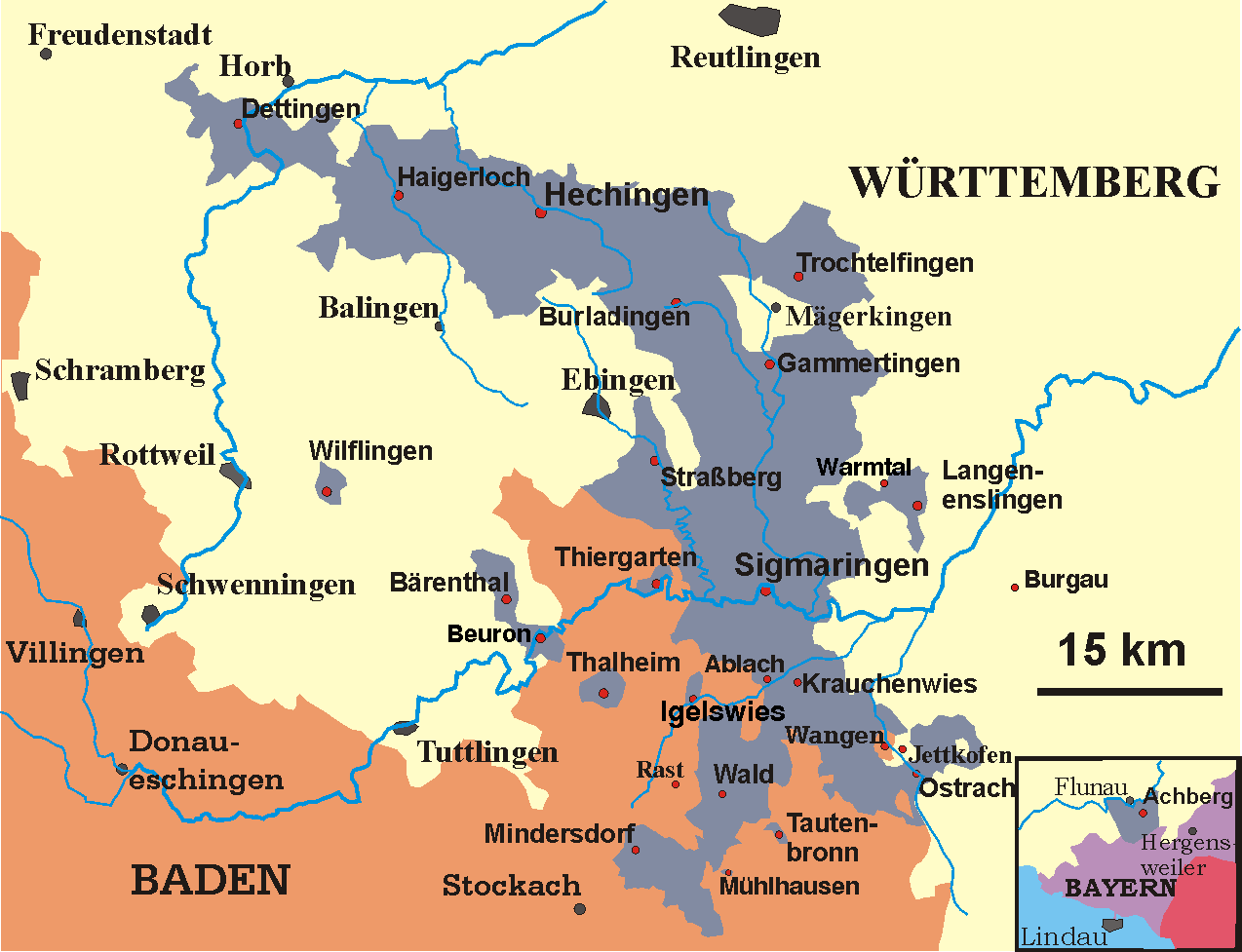
Карта владений Гогенцоллерн (1930 г). Ахберг - справа внизу